# Энхеликоры
Энхеликоры (лат. Enchelycore) — род лучепёрых рыб семейства муреновых (Muraenidae). Широко распространены в тропических и тёплых умеренных водах всех океанов. Морские придонные рыбы. Максимальная длина тела представителей разных видов варьирует от 22,3 до 150 см.
Представители рода имеют характерные изогнутые челюсти, поэтому рот полностью не закрывается. Многие виды имеют чрезвычайно яркую окраску тела (например, E. pardalis, E. anatine, E. lichenosa).

## Классификация
В состав рода включают 13 видов:
- Enchelycore anatina (Lowe, 1838)
- Enchelycore bayeri (L. P. Schultz, 1953)
- Enchelycore bikiniensis (Schultz, 1953)
- Enchelycore carychroa J. E. Böhlke & E. B. Böhlke, 1976
- Enchelycore kamara J. E. Böhlke & E. B. Böhlke, 1980
- Enchelycore lichenosa (Jordan & Snyder, 1901)
- Enchelycore nigricans (Bonnaterre, 1788)
- Enchelycore nycturanus D. G. Smith, 2002
- Enchelycore octaviana (Myers & Wade, 1941)
- Enchelycore pardalis (Temminck & Schlegel, 1846)
- Enchelycore propinqua  Mohapatra, Smith, Mohanty, Mishra & Tudu, 2017[3]
- Enchelycore ramose (Griffin, 1926)
- Enchelycore schismatorhynchus (Bleeker, 1853) — Белоглазая энхеликора[1]

## Изображения
| - Enchelycore anatine - Enchelycore carychroa - Enchelycore lichenosa - Enchelycore schismatorhynchus |